# Phytocoris apache
Phytocoris apache är en insektsart som beskrevs av Knight 1928. Phytocoris apache ingår i släktet Phytocoris och familjen ängsskinnbaggar. Inga underarter finns listade i Catalogue of Life.